# Nidaba
Nidaba (DNÍDABA 𒀭𒉀, DNIDABA 𒀭𒊺𒉀), também conhecida como Nisaba ou Nanibigal (DNANIBGAL  𒀭𒀭𒉀, DNÁNIBGAL 𒀭𒀭𒊺𒉀), era a deusa suméria da fertilidade, em particular da palma e da cana. Durante a dominação assíria, ela passou a ser a deusa da escrita, aprendizado e astrologia. Seu santuário era o templo É-zagin em Uruque e em Uma. Em uma representação encontrada em Lagas, a deusa apresenta um cabelo que flui como um rio, coroada com uma tiara de chifres, orelhas que eram espigas de milho e um crescente lunar. Sua cabeleira densa e farta evoca comparações com a Enquidu, que possui uma descrição similar na Epopéia de Gilgamés.

## Mitologia
Apesar de ter sido considerada principalmente a deusa da fertilidade, ela foi primariamente venerada como deusa do aprendizado. Nidaba é a patrona da escrita e atua como instrutora e guardiã do conhecimento para homens e deuses igualmente. Nidaba foi tutora do deus babilônio Nabu, o filho de Marduque. Nos contos antigos, Nidaba era a escriba chefe de Nanse, a deusa da justiça social. Nidaba tinha como tarefa vigiar todos os que entravam no templo procurando auxilio, determinando se eles eram ou não permitidos de continuar no templo após a decisão de Nanse. Como deusa da escrita, ela foi venerada em escolas de escribas. Era costume finalizar a composição com uma oração a Nisaba, e em muitos tabletes existe uma linha final no texto em honra a deusa. 
Nidaba olhou ternamente para Enqui, a quem assistiu em estabelecer um lugar de aprendizado. Seu parentesco é disputado ou disputado, mas como às vezes é apontada como irmã de Nanse, pode ser que seja filha de Enqui e Ninursague, a deusa da terra, sua mãe. Alguns textos ocasionalmente apontam Enlil como seu pai. Essas ligações de parentesco são incertas, não se sabe se representam relações sanguíneas ou mera associação, pode ser que se referir a um deus como pai nada mais é do que um título de honra e respeito.

## Arte literária
Em 2020, foi publicada a primeira tradução da tabuinha que contém as nove primeiras linhas do Hino a Nisaba/Nin-mul-an-gim, datada do período de Ur III (c. 1900-1600 a.C.), encontrada na antiga cidade suméria de Guirsu.

## Traduções
- Anônimo (junho de 2020). «Senhora tingida como as estrelas celestes (Hino a Nisaba)/Nin-mul-an-gim» (PDF). Revista Nota do Tradutor. 1 (20). Traduzido por Gleiton Lentz. Florianópolis. pp. 328-330. ISSN 2177-5141